# Ruben Gallego
Cet article concerne l'homme politique. Pour l'écrivain, voir Rubén Gallego. Pour les articles homonymes, voir Gallego.
Ruben Marinelarena Gallego, né le 20 novembre 1979 à Chicago, est un homme politique américain, représentant démocrate de l'Arizona à la Chambre des représentants des États-Unis entre 2015 et 2025 puis sénateur depuis 2025.

## Biographie

### Jeunesse et débuts en politique
Ruben Marinelarena est né à Chicago d'un père colombien et d'une mère mexicaine. Abandonné par son père lorsqu'il est jeune, il adopte le nom de sa mère, Elisa Gallego, en 2008 et devient Ruben Marinelarena Gallego.
Gallego s'engage chez les Marines en 2002, alors qu'il étudie à l'université Harvard. Membre de la compagnie de Lima du 3e bataillon du 25e régiment de Marines, il est mobilisé en Irak en 2005. La compagnie perd 22 soldats entre février et septembre 2005, dont le meilleur ami de Gallego.
Il est élu à la Chambre des représentants de l'Arizona en 2010. À partir de 2012, il y est l'assistant du chef de la minorité démocrate.

### Représentant des États-Unis

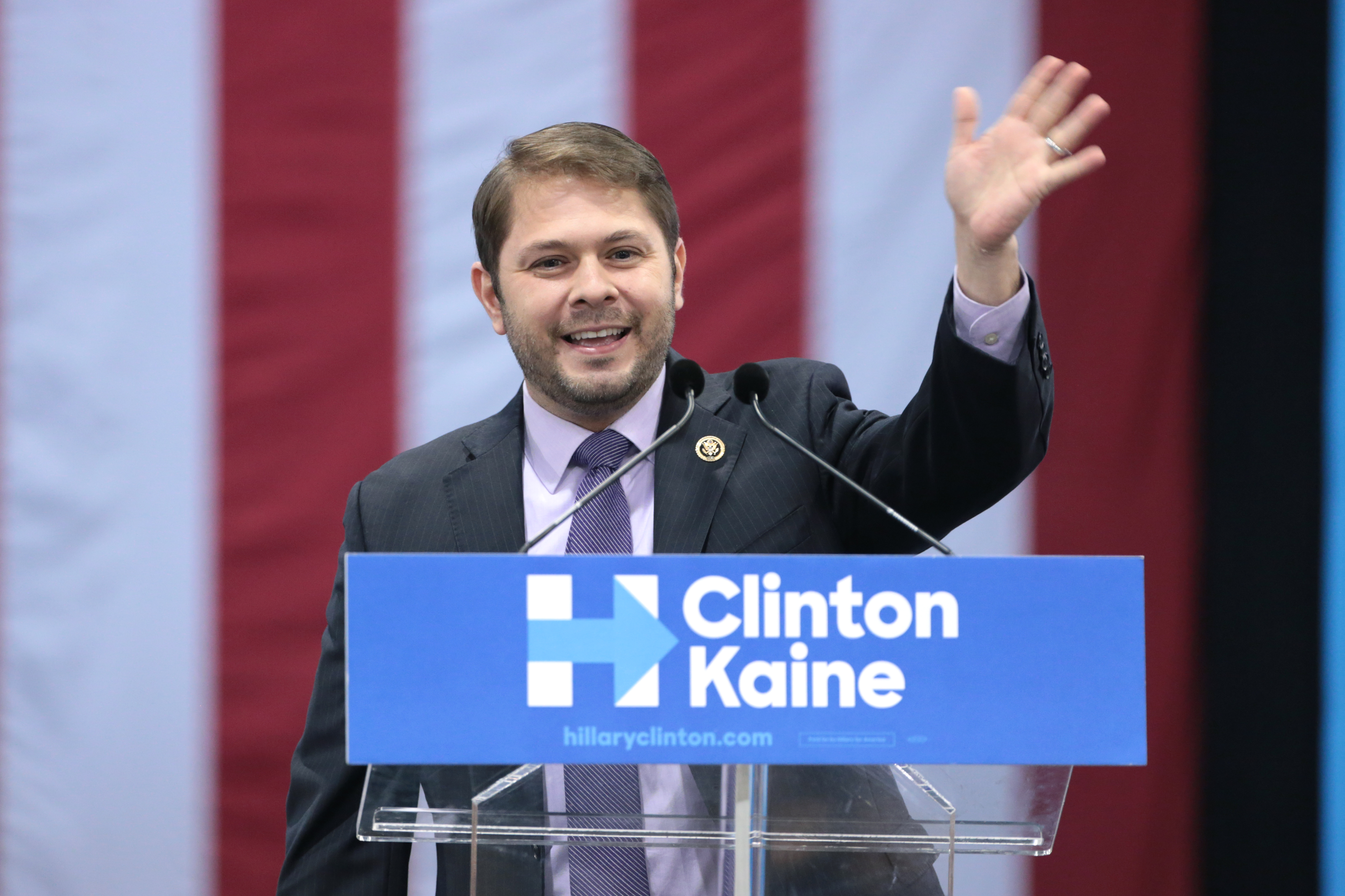
Gallego en meeting pour Hillary Clinton en 2016.

Lors des élections de 2014, il se présente à la succession du représentant démocrate Ed Pastor dans le 7e district de l'Arizona. Le district, majoritairement hispanique, comprend le centre et le sud de Phoenix et a voté à plus de 70 % en faveur de Barack Obama en 2012. Lors de la primaire démocrate, il affronte l'ancienne conseillère du comté de Maricopa, Mary Rose Wilcox, soutenue par Pastor. Gallego est soutenu par le représentant Raúl Grijalva, le maire de Phoenix Greg Stanton et de nombreux syndicats. Après avoir remporté la primaire, il est élu à Chambre des représentants des États-Unis avec 74,9 % des voix, sans candidat républicain face à lui.
Il est facilement réélu en 2016, 2018, 2020 et 2022, avec à chaque fois plus de 70 % des voix.

### Sénat des États-Unis
En janvier 2023, Gallego annonce sa candidature à l'investiture démocrate pour le poste de sénateur lors de l'élection de 2024 en Arizona (en). Le poste de sénateur en jeu lors de l'élection de 2024 (class 1) est occupé par Kyrsten Sinema, une démocrate centriste devenue indépendante en 2022 et qui ne se représente pas,. Il remporte la nomination du Parti démocrate en juillet 2024, sans opposition. Affrontant la républicaine Kari Lake lors de l'élection générale, il remporte le scrutin du 5 novembre 2024 avec 50 % des voix. Il devient le premier Latino-Américain sénateur des États-Unis pour l'Arizona.

### Vie privée
En 2010, il épouse Kate Widland, qu’il a rencontré à Harvard et qui entame sa propre carrière politique en étant élue conseillère municipale de Phoenix (en) en 2013. Le couple divorce en 2017 avant la naissance de leur fils.

## Positions politiques
Ruben Gallego est un démocrate libéral (au sens américain du terme) ou progressiste. Il est en faveur d'une réforme de l'immigration, de la légalisation du cannabis et des droits des personnes LGBT. Lors des primaires présidentielles de 2016, il soutient Hillary Clinton.